# Subregió d'Esmirna
La subregió d'Esmirna (TR31) és una de les 26 subregions estadístiques de Turquia.

## Regions de tercer grau (províncies)
- Província d'Esmirna (TR310)